# Oleg Kuznetsov
Pour les articles homonymes, voir Kouznetsov.
Oleg Vladimirovitch Kouznetsov est un footballeur ukrainien né le 22 mars 1963 à Magdebourg en RDA. 
Il a porté le maillot de l'équipe d'URSS à 63 reprises. Son poste de prédilection était défenseur central (stoppeur). 
Il reste célèbre pour une passe involontaire à Jorge Burruchaga lors de la coupe du monde 1990. L'arbitre accorde un coup franc pour une faute soviétique. Enervé, Kouznetsov frappe dans le ballon qui parvient à Burruchaga qui trompe Uvarov à bout portant alors que l´arbitre n´avait pas sifflé. 
Plus tard, il a entraîné l'Arsenal Kiev (en 2001-2002).

## Palmarès
Union soviétique
- Vice-champion d'Europe en 1988.

 Dynamo Kiev
- Vainqueur de la Coupe des vainqueurs de coupe en 1986.
- Champion d'Union soviétique en 1985, 1986 et 1990.
- Vainqueur de la Coupe d'Union soviétique en 1985, 1987 et 1990.

 Glasgow Rangers
- Champion d'Écosse en 1991, 1992, 1993 et 1994.
- Vainqueur de la Coupe d'Écosse en 1992.
- Vainqueur de la Coupe de la Ligue en 1985, 1993 et 1994.